# Lilias
 (juin 2025).
Lilias est un prénom féminin, une variante écossaise du prénom Lilian ou de Lily (en).
- Lilias Homburger (1880-1969), linguiste germano-franco-anglaise.
- Lilias Torrance Newton (1896-1980), peintre canadienne.
- Lillias White (1951), actrice et chanteuse américaine.